# 愛德華多·卡瓦略
伊度亞度·杜斯·雷斯·卡華路（葡萄牙語：Eduardo dos Reis Carvalho，ComM，1982年9月19日—），一般稱為伊度亞度，葡萄牙職業足球員，出生於米蘭德拉，司職守門員。

## 球會
伊度亞度是布拉加的青訓產品，2006/07球季外借效力比拉馬六個月期間，首次出戰葡超聯賽。2007/08球季他則被外借至塞圖巴爾，並成為球隊奪得2007/08球季葡萄牙盃的重要功臣，他在對士砵亭的決賽憑藉在互射十二碼階段撲出三球，不但助球隊勝出，更當選賽事最佳球員，並為球隊取得2008/09球季歐洲足協盃參賽資格。
伊度亞度在2008/09球季重返布拉加，在所有賽事均悉數上陣，當中包括戰至十六強的歐協盃賽事。在翌季的情況亦相若，這次他更在全季僅失20球並成為聯賽失球數最低之一，助球隊歷史性取得亞軍位置。
2010年7月7日，伊度亞度與意甲球會熱拿亞簽約四年，據報轉會費為400萬歐元，以取代離隊的。若熱拿亞再轉售他，布拉加將獲得轉會費的25%。
伊度亞度在他的唯一意甲球季全數正選上陣，並以中游位置完成球季。2011年7月他回國以外借身份加盟賓菲加，這支里斯本球會在球季完結時更有權選擇買斷其合約。
2012年6月26日，伊度亞度外借轉會至土超球會伊斯坦堡，再次成為同胞卡洛斯·卡華路（Carlos Carvalha）麾下的一員。其後的夏季他再重返布拉加，但其擁有權仍為熱拿亞。
2014年6月27日，伊度亞度加盟克羅地亞球會薩格勒布戴拿模，簽約三年，在這支球會他與多名葡萄牙球員共事。
2016年8月26日，伊度亞度轉為自由球員，與英超球队車路士簽約1年。

## 國家隊
在2008年歐洲國家盃之後，伊度亞度被新上任的教練昆洛斯徵召出戰2010年世界盃足球賽外圍賽對馬爾他和丹麥的賽事，擔任昆姆（Quim）的後備。
2009年2月11日首次在國家隊正式登場，在對芬蘭的友誼賽中出戰首60分鐘，並且在之後的外圍賽賽事中擔任正選。他亦在南非舉行的決賽周擔任首席門將，在對象牙海岸、北韓和巴西的三場分組賽皆力保不失，僅在16強以0:1不敵最終冠軍西班牙失掉一球，但他仍在連番撲球對方球員的射門。
在被球會貶為後備之後，他在國家隊亦面臨相同命運，被魯爾·柏迪斯奧搶去正選席位，兩人在2012年歐洲國家盃外圍賽各至出戰五場，助葡萄牙晉身決賽周。他亦入選葡萄牙出征2014年世界盃足球賽的大軍名單，但只在最後一場分組賽對加納時後備出場最後五分鐘，入替受傷的。
2016年，作为球队第三门将，随队获得欧洲杯冠军。

## 榮譽
布拉加
- 圖圖盃：2008

塞圖巴爾
- 葡萄牙盃：2007–08

賓菲加
- 葡萄牙盃：2011–12

薩格勒布戴拿模
- 克罗地亚足球联赛：2014–15
- 克超盃：亞軍2014

## 外部連結
- Zerozero資料及數據
- 愛德華多·卡瓦略於ForaDeJogo的個人資料
- 愛德華多·卡瓦略在 National-Football-Teams.com 上的出场纪录
- 愛德華多·卡瓦略 – FIFA國際賽競賽紀錄 (存檔)
- Soccerway資料庫：愛德華多·卡瓦略